# Guillaume de Melun (le Charpentier)
Guillaume de Melun est un noble français, membre de la Maison de Melun. Il fut surnommé Carpentarius (en français le Charpentier), à cause de la puissance des coups de sa hache d’armes.
Il vivait au XIe siècle, était parent de Hugues de Vermandois, et il accompagna Godefroy de Bouillon en Palestine (1096), où il se signala par sa valeur. Il est mort après 1102.

## Pour approfondir